# Pinacoteca Municipal Ignacio Merino
La Pinacoteca Municipal Ignacio Merino, referida coloquialmente como Pinacoteca de Lima, es la principal institución cultural —administrada por la Municipalidad Metropolitana de Lima— encargada de promover desde sus fondos artísticos y recursos técnicos espacios para la formación, experimentación e investigación, generación de conocimiento, creación artística y el intercambio cultural de manera inclusiva en la población de la ciudad de Lima, Perú.

## Historia

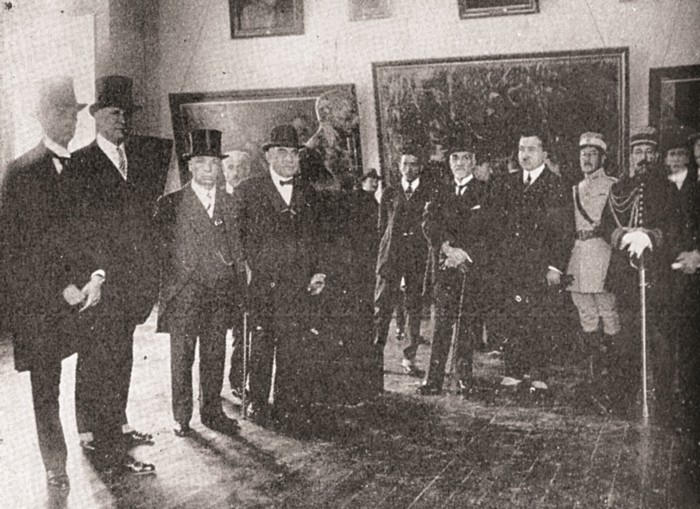
Inauguración de la Pinacoteca en 1925.

Fue creada el 29 de mayo de 1925, durante el gobierno de Augusto B. Leguía y siendo alcalde de Lima Pedro José Rada y Gamio. La pinacoteca debe su nombre al pintor peruano Ignacio Merino en reconocimiento a su trayectoria artística y al legado testamentario que dejó a su ciudad. El primer director de la pinacoteca fue el reconocido pintor Daniel Hernández, quien realizó y publicó el primer catálogo de obras.

## Colecciones
Desde sus inicios, la colección municipal ha venido incrementando sus fondos a través de compras, donaciones y obras de reconocidos artistas peruanos ganadores de los concursos municipales. En la actualidad cuenta aproximadamente con 896 bienes culturales de diferentes periodos. Entre sus adquisiciones, destaca la colección del pintor Ignacio Merino comprendida actualmente por 36 lienzos, que fueron cedidos por el artista antes de su deceso en París en 1876. En 1954, durante la gestión del alcalde Luis T. Larco, la Municipalidad Metropolitana de Lima adquiere la colección de acuarelas de Pancho Fierro y seguidores acopiados por el pedagogo Agustín de La Rosa Toro y el tradicionista Ricardo Palma que en la actualidad ascienden a 254 obras.

## Salas de exhibición
La pinacoteca cuenta actualmente con 18 salas de exhibición clasificadas por corrientes artísticas:
- Costumbrismo
- Academicismo
- Indigenismo
- De los independientes a la abstracción